# Der Zigeunerbaron
Der Zigeunerbaron (en alemany, El baró gitano) és una opereta en tres actes amb música de Johann Strauss i llibret en alemany d'Ignaz Schnitzer, basat al seu torn en Sáffi de Mór Jókai. Es va estrenar al Theater an der Wien el 24 d'octubre de 1885. En vida del compositor, l'opereta va tenir gran èxit, només superada per la popularitat de Die Fledermaus. La partitura i la naturalesa de la música de Strauss ha portat a molts crítics musicals a considerar que aquesta obra podria considerar-se una òpera còmica.

## Història

### Composició
La seua gènesi va ser bastant suau i ràpida, ja que Strauss no era aliè a les influències hongareses de la partitura musical. Moltes de les seves primeres obres també tenien temes semblants, com la polka Éljen a Magyar! ("Llarga vida als hongaresos!") op. 332. Al principi, Strauss i Schnitzer van pretendre que fos una òpera, però en les revisions posteriors van concloure que seria millor etiquetar-la d'òpera còmica.
El treball de Strauss en aquesta opereta es va interrompre a la tardor de 1883 a causa d'enverinament per nicotina que li provocava pèrdues de coneixement. Va anar a recuperar-se a Franzensbad. També va haver d'aturar la composició en l'Acte III, quan la seva tercera esposa, Adele Strauss, emmalaltí. La parella va partir a Oostende. No va ser fins a la tardor de 1885 quan l'obra finalment es va acabar, amb Schitzer fent diverses revisions del llibret per adequar-se a l'estil de composició de Strauss, diferent a obres seves prèvies.

### Representacions
Es va estrenar al Theater an der Wien el 24 d'octubre de 1885. En l'estrena, Alexander Girardi va assumir el paper de Kálmán Zsupán, el ric granger de porcs del districte del Banato.
Der Zigeunerbaron s'interpreta avui amb regularitat. Les peces orquestrals que va extreure de l'obra també són ben conegudes, entre elles l'espurnejant Schatz-Walzer (Vals del tresor), op. 418, així com les polques Brautschau (Buscant una esposa), op. 417, i Kriegsabenteuer (Aventures bèl·liques), op. 419.
L'estrena als Estats Units es va produir el 15 de febrer de 1886 i en el Regne Unit el 12 de febrer de 1935 en una producció d'afeccionats, mentre que l'estrena professional no va tenir lloc fins al 9 de juny de 1964 en Sadler's Wells a Londres.

## Personatges
| Personatge | Tessitura    | Repartiment de l'estrena, 24 d'octubre de 1885 (Director: –) |
| --- | ------------ | ------------------------------------------------------------ |
| Comte Peter Homonay, governador de la província de Temşvar                                                          | baríton      | Sr Joseffy                                                   |
| Comte Carnero, comissari real                                                                                       | tenor        | Sr Fregís                                                    |
| Sándor Barinkay, un jove exiliat                                                                                    | tenor        | Carl Streitmann                                              |
| Kálmán Zsupán, un ric granger de porcs del Banato                                                                   | tenor bufo   | Alexander Girardi                                            |
| Arsena, la seva filla                                                                                               | soprano      | Srta. Reisser                                                |
| Mirabella, institutriu de la filla de Zsupán                                                                        | mezzosoprano | Sra. Schäfer                                                 |
| Ottokar, el seu fill                                                                                                | tenor        | Sr. Holbach                                                  |
| Czipra, una dona gitana                                                                                             | mezzosoprano | Srta. Hartmann                                               |
| Saffi, una noia gitana                                                                                              | soprano      | Ottilie Collin                                               |
| Pali, un gitano | baríton      | Sr. Eppich                                                   |
| L'alcalde de Viena                                                                                                  | paper parlat | Sr. Liebold                                                  |
| Seppl, un noi que il·lumina el camí amb la torxa                                                                    | paper parlat | Sr. Horwitz                                                  |
| Miksa, un barquero                                                                                                  | paper parlat | Sr. Schwellak                                                |
| István, servent de Zsupán                                                                                           | paper parlat | Sr. Hellwig                                                  |
| Józsi, Ferkó, Mihály, Jáncsi, gitanos, Irma, Tercsi, Aranka, Katicza, Julcsa, Etelka, Jolán, Ilka, amigues d'Arsena |              |                                                              |

## Discografia
- Willi Boskovsky (director) / Dietrich Fischer-Dieskau (Conde Homonay), Klaus Hirte (Conde Carner), Josef Protschka (Sandor Barinkay), Walter Berry (Kalman Zsupan), Martin Finke (Ottokar), Hanna Schwarz (Czipra), Júlia Várady (Saffi), Ralf Lukas (Pali). Orquestra de la Radiodifusió de Múnic i Cor de la Radiodifusió de Baviera (1986). Àudio CD: EMI Cat: CDS 7 49231-8
- Armin Jordan (director) / Béla Perencz (Conde Homonay), Paul Kong (Conde Carner), Zoran Todorovich (Sandor Barinkay), Rudolf Wasserlof (Kalman Zsupan), Martin Homrich (Ottokar), Ewa Wolak (Czipra), Natalia Ushakova (Saffi). Orquestra Nacional de França i Cor de Radi France (2004). CD: Naïve Cat: V 5002 (Gravat en el Festival de Radi France et Montpeller)